# فرانك ستابس
فرانك ستابس بالإنجليزية: Frank Stubbs)‏ هو لاعب هوكي الجليد أمريكي، ولد في 12 يوليو 1909 في ماساتشوستس في الولايات المتحدة، وتوفي بنفس المكان في 20 أبريل 1993.

## وصلات خارجية
- فرانك ستابس على موقع EliteProspects.com (الإنجليزية)
- فرانك ستابس على موقع أوليمبيديا (الإنجليزية)